# Taos Ski Valley
Taos Ski Valley es una villa ubicada en el condado de Taos en el estado estadounidense de Nuevo México. En el Censo de 2010 tenía una población de 69 habitantes y una densidad poblacional de 11,39 personas por km².

## Geografía
Taos Ski Valley se encuentra ubicada en las coordenadas 36°35′27″N 105°26′15″O / 36.59083, -105.43750. Según la Oficina del Censo de los Estados Unidos, Taos Ski Valley tiene una superficie total de 6.06 km², de la cual 6.06 km² corresponden a tierra firme y (0%) 0 km² es agua.

## Demografía
Según el censo de 2010, había 69 personas residiendo en Taos Ski Valley. La densidad de población era de 11,39 hab./km². De los 69 habitantes, Taos Ski Valley estaba compuesto por el 89.86% blancos, el 0% eran afroamericanos, el 0% eran amerindios, el 0% eran asiáticos, el 0% eran isleños del Pacífico, el 8.7% eran de otras razas y el 1.45% pertenecían a dos o más razas. Del total de la población el 24.64% eran hispanos o latinos de cualquier raza.